# Yung L.A.
Yung L.A., pseudonimo di Leland Austin (Atlanta, 26 marzo 1986), è un rapper statunitense.
Nuovo prospetto della Grand Hustle/Interscope Records, ha debuttato con il singolo "Ain't I", in collaborazione con T.I. e Young Dro. Il brano ha raggiunto la 47ª posizione di Billboard Hot 100 e la 7a di Hot R&B/Hip-Hop Songs. Il suo album di debutto, Futuristic Leland, verrà pubblicato nel 2009. Yung L.A. è stato scoperto da Yuong Dro nell'estate del 2007. Il giovane rapper di Atlanta ha anche partecipato a vari mixtapes, come Offset Shawty (2008) di DJ Spinz, e Black Boy Swag White Boy Tags (2009) di DJ Infamous, in collaborazione con l'amico Young Dro.

## Discografia

### Album studio
- TBA: Futuristic Leland

### Singoli
- 2008: "Ain't I" (feat. Young Dro & T.I.)
- 2009: "Futuristic Love (Elroy)" (feat. Ricco Barrino)

### Partecipazioni
- 2009: "Take Off" (Young Dro feat. Yung L.A.)

### Mixtapes
- 2007: Offset Shawty - DJ Spinz
- 2007: Offset Swagg - DJ Scream, MLK & DJ Spinz
- 2008: The Matrix - DJ Coolbreeze
- 2008: Crushin' the Block
- 2009: Black Boy Swag, White Boy Tags (with Young Dro) - DJ Infamous
- 2009: Lamborghini Leland - DJ Drama
- 2009: I Think I Can Sang - MLK
- 2009: BlackBoy Whiteboy Swag Part 2 (The Movie)(with Young Dro) - DJ Corey-V